# Аршалуйс (станція)
40°10′43″ пн. ш. 44°08′25″ сх. д. / 40.178611111111° пн. ш. 44.140277777778° сх. д.
Аршалуйс (вірм. Արշալույս) — станція Південнокавказької залізниці, кінцева станції лінії від станції Армавір (довжиною 14 км)
Станція розташована в Мецаморі (марз Армавір), обслуговує Вірменську АЕС.